# Rudolf Schadow

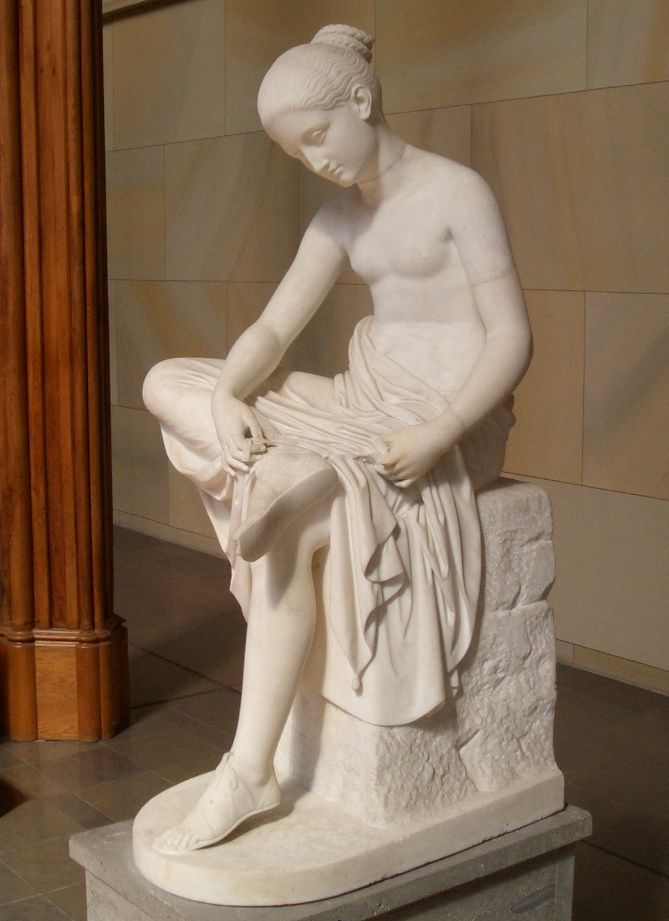
Die Sandalenbinderin, de Rudolf Schadow.

Rudolf Schadow (a menudo Ridolfo Schadow) (Roma, 1786-1822) fue un escultor alemán.
Su padre, Johann Gottfried Schadow fue su primer maestro en Berlín.
En 1810 marchó a Roma y recibió ayuda por parte de Antonio Canova y de Bertel Thorvaldsen. Sus talentos eran versátiles; su primera obra independiente fue una figura de Paris, y tenía por compañera una hilandera.
Convertido al catolicismo, realizó estatuas de Juan el Bautista y de la "Virgen y el Niño." En Inglaterra se hizo conocido por sus bajorrelieves ejecutados para William George Spencer Cavendish, Sexto Duque de Devonshire, y para William Petty, Segundo Conde de Shelburne.
Su última obra, encargada por el rey Federico Guillermo III de Prusia, fue un grupo colosal, "Aquiles con el cuerpo de Pentesilea"; el modelo, universalmente admirado por su antiguo carácter y la grandeza de su estilo, no se había trasladado al mármol cuando en 1822 el artista murió en Roma.